# Drömbruden
Drömbruden är en amerikansk film från 1962 i regi av Michael Gordon.

## Handling
Fyra män delar en lägenhet i New York och anställer Cathy som sällskap åt dem för olika dagar i veckan. Fred är ogift medan George, Doug och Howard är gifta. Men vad Cathy inte avslöjar är att hon egentligen är sociologistudent och utnyttjar tillfället för sina studier på män.

## Rollista
- Kim Novak - Cathy
- James Garner - Fred Williams
- Tony Randall - George Drayton
- Howard Duff - Doug Jackson
- Janet Blair - Marge Drayton
- Patti Page - Joanne McIllenny
- Jessie Royce Landis - Ethel Williams
- Oskar Homolka - Dr. Prokosch
- Howard Morris - Howard McIllenny
- Anne Jeffreys - Toni
- Zsa Zsa Gabor - chefens flickvän
- William Bendix - Slattery
- Jim Backus - Peter Bowers
- Fred Clark - Mr. Bohannan
- Larry Keating - Mr. Bingham
- Ruth McDevitt - Beulah Partridge